# 546275 Kozak
546275 Kozak este o planetă minoră (asteroid) din Asteroid troian al lui Jupiter. A fost descoperită pe 30 octombrie 2010 la Piszkéstetői Obszervatórium⁠(d) de  și a fost numită după Kozák Danuta. 
Obiectul prezintă o orbită caracterizată de o semiaxă mare de 5,2418486520915 UAi, o excentricitate de 0,10987494965976, o înclinație de 14,440763323614 ° în raport cu ecliptica.